# Novillars
Novillars – miejscowość i gmina we Francji, w regionie Burgundia-Franche-Comté, w departamencie Doubs.
Według danych na rok 2011 gminę zamieszkiwało 1515 osób, a gęstość zaludnienia wynosiła 750 osób/km² (wśród 1786 gmin Franche-Comté Novillars plasuje się na 98. miejscu pod względem liczby ludności, natomiast pod względem powierzchni na miejscu 1021.).

## Zabytki
- Zamek z XIII wieku, a odrestaurowany w XVII wieku[1].